# Александр, Эвентий и Феодул
Александр (умер в 113 году) — святой мученик Римский. День памяти — 3 мая.
Святой Александр пострадал вместе со святыми Эвентием (Eventius) и Феодулом (Theodulus). Три святых погребены у Номентанской дороги, что в Риме.
Иногда святого Александра отождествляют с папой римским Александром I, священномучеником.